# Јарослав Хејровски
Јарослав Хејровски (чешки: јарослав ˈɦɛјрофски) (20. децембар 1890 − 27. март 1967) био је чешки хемичар и проналазач. Хејровски је био проналазач поларографске методе, отац електроаналитичке методе и добитник Нобелове награде 1959. године за откриће и развој поларографских метода анализе. Главно поље рада била му је поларографија.    

## Живот и рад
Јарослав Хејровски рођен је у Прагу 20. децембра 1890. године, као пето дете Леополда Хејровског, професора римског права на Карловом универзитету у Прагу, и његове супруге Кларе, рођене Ханл фон Кирчтреу. Рано образовање стекао је у средњој школи до 1909, када је започео студије хемије, физике и математике на Карловом универзитету у Прагу. Од 1910. до 1914. године наставио је студије на Универзитетском колеџу у Лондону, код професора Сир Вилијам Ремзија, дипломирао је 1913. Нарочито га је занимао рад са професором Донаном, на пољу електрохемије.
Током Првог светског рата Хејровски је радио у војној болници као хемичар и радиолог, што му је омогућило да настави студије и магистрира у Прагу 1918. и докторира у Лондону 1921.
Хејровски је започео универзитетску каријеру као асистент професора Б. Браунера на Институту за аналитичку хемију Карловог универзитета у Прагу; унапређен је у ванредног професора 1922. године, а 1926. године постао је први професор физичке хемије на универзитету.
Изум поларографске методе Хејровског датира из 1922. године и он је своју целу даљу научну активност концентрисао на развој ове нове гране електрохемије. На универзитету је основао школу чешких поларографера и сам је био у првом плану поларографских истраживања. 1950. Хејровски је именован за директора новооснованог Поларографског института, који је инкорпориран у Чехословачку академију наука, од 1952.
1926. године професор Хејровски се оженио са Мари (Мари) Корановом, а пар је имао двоје деце, ћерку Јитку и сина Михаела.
Јарослав Хејровски је умро 27. марта 1967. Сахрањен је на гробљу Вишехрад у Прагу.

## Части, награде, заоставштина
Многи универзитети и центри за учење одали су почаст Хејровском. Изабран је за члана Универзитетског колеџа у Лондону 1927. године, а почасни докторат добио је на Техничком универзитету у Дрездену 1955. године, Универзитету у Варшави 1956. године, Универзитету Екс-Марсеј 1959. године и Универзитету у Паризу 1960. године. Почасно чланство добио је у Америчкој академији уметности и науке 1933; у Мађарској академији наука 1955; у Индијској академији наука, Бангалоре, 1955; у Пољској академији наука, 1962; изабран је за дописног члана Немачке академије наука, Берлин, 1955; за члана Немачке академије природних научника Леополдина 1956; за иностраног члана Краљевске данске академије наука, Копенхаген, 1962; за Потпредседника Међународне уније физике од 1951. до 1957; за Председника и првог почасног члана Поларографског друштва, Лондон; за почасног члана Поларографског друштва Јапана; за почасног члана хемијских друштава Чехословачке, Аустрије, Пољске, Енглеске и Индије. 1965. Хејровски је изабран за иностраног члана Краљевског друштва. 
У Чехословачкој је Хејровски 1951. године добио државну награду првог степена, а 1955. године Орден Чехословачке Републике.
Хејровски је предавао поларографију у Сједињеним Државама 1933, СССР-у 1934, Енглеској 1946, Шведској 1947, Народној Републици Кини 1958, и у УАР-у (Египат) 1960 и 1961.
У његову част назван је кратер Хејровски на Месецу.